# Sulawesówka
Sulawesówka (Hyosciurus) – rodzaj ssaków z podrodziny wiewiórczaków (Callosciurinae) w obrębie rodziny wiewiórkowatych (Sciuridae). 

## Rozmieszczenie geograficzne
Rodzaj obejmuje gatunki występujące endemicznie w Indonezji na wyspie Celebes.

## Morfologia
Długość ciała (bez ogona) 195–250 mm, długość ogona 65–125 mm; masa ciała 228–520 g.

## Systematyka
Rodzaj zdefiniowali w 1935 roku amerykańscy zoolodzy Richard Archbold i George Henry Hamilton Tate w artykule zatytułowanym Nowy rodzaj i gatunek wiewiórki z Celebes, opublikowanym w czasopiśmie „American Museum novitates”. Gatunkiem typowym jest (oznaczenie monotypowe) sulawesówka górska (H. heinrichi). 

### Etymologia
Hyosciurus: gr. ὑς hus, ὑος huos ‘świnia, wieprz’; σκιουρος skiouros ‘wiewiórka’.

### Podział systematyczny
Do rodzaju należą następujące gatunki:
| Grafika | Gatunek              | Autor i rok opisu     | Nazwa zwyczajowa    | Podgatunki         | Rozmieszczenie geograficzne                                                     | Podstawowe wymiary                         | Status IUCN |
| ------- | -------------------- | --------------------- | ------------------- | ------------------ | ------------------------------------------------------------------------------- | ------------------------------------------ | ----------- |
|         | Hyosciurus heinrichi | Archbold & Tate, 1935 | sulawesówka górska  | gatunek monotypowy | góry w zachodnio-środkowej części Celebes; zakres wysokości: 1280–2285 m n.p.m. | DC: 19,5–24 cm DO: 6,5–12 cm MC: 228–370 g | LC          |
|         | Hyosciurus ileile    | Tate & Archbold, 1936 | sulawesówka nizinna | gatunek monotypowy | północne i środkowe Celebes; zakres wysokości: 170–1700 m n.p.m.                | DC: 21–25 cm DO: 7–12,5 cm MC: 293–520 g   | LC          |

Kategorie IUCN:  LC  – gatunek najmniejszej troski.